# علي منوشيهري
علي منوشيهري (بالإسبانية: Alí Manouchehri)‏ هو لاعب كرة قدم تشيلي في مركز قلب الدفاع، ولد في 2 أغسطس 1986 في فيينا في النمسا. شارك مع منتخب تشيلي تحت 23 سنة لكرة القدم. أما مع النوادي، فقد لعب مع ديبورتيس أنتوفاغاستا ونادي كوكيمبو أونيدو.

## وصلات خارجية
- علي منوشيهري على موقع قاعدة بيانات كرة القدم.إي يو (الإنجليزية)
- علي منوشيهري على موقع Soccerway.com (الإنجليزية)
- علي منوشيهري على موقع AS.com (الإسبانية)